# Dadanatti, Mudhol
Dadanatti là một làng thuộc tehsil Mudhol, huyện Bagalkot, bang Karnataka, Ấn Độ.